# Ascension Codes
Ascension Codes is het vierde studioalbum van Cynic.

## Inleiding
De band Cynic is niet erg productief. Na Kindly Bent to Free Us uit 2014 verscheen er pas in 2021 een nieuw album. Het trio van genoemd album had de tand des tijds niet doorstaan. Twee van de drie leden, Sean Malone en Sean Reinert overleden in 2020, alleen Paul Masvidal bleef over en moest dus een nieuwe muziekgroep samenstellen. Samen met drummer (drumscapes) Matt Lynch en toetsenist Dave MacKay werd Ascencion Codes opgenomen. Het album van “slechts” 49 minuten bevat achttien nummers. Cynic hanteerde allerlei stijlen als fusion (tussen rock en jazz), metal, progressieve rock en postrock, steeds onderbroken door ambientfragmenten. Het levert een druk muzikaal en gefragmenteerd opgebouwd album op, dat toch als één geheel klinkt.

## Musici
- Paul Masvidal – gitaren, zang
- Matt Lynch –drumscapes
- Dave MacKay –toetsinstrumenten, bassynthesizer

Met Max Phelps, stem van reptielen

## Muziek
| Nr. | Titel                                                    | Duur |
| --- | -------------------------------------------------------- | ---- |
| 1.  | Mu 54 (M: Cynic)                                         | 0:31 |
| 2.  | The winged ones (T; Masvida, M: Cynic)                   | 5:08 |
| 3.  | A’va32 (M: Cynic)                                        | 0:27 |
| 4.  | Elements and their inhabitants (T; Masvidal, M: Cynic)   | 3:09 |
| 5.  | Ha-144 (M: Cynic)                                        | 0:29 |
| 6.  | Mythical serpents (T; Masvidal, M: Cynic)                | 6;24 |
| 7.  | Sha48 (M: Cynic)                                         | 0:18 |
| 8.  | 6th dimensional archetype (T; Masvidal, M: Cynic)        | 4:06 |
| 9.  | DNA Activation template (T; Masvidal, M: Cynic)          | 5:25 |
| 10. | Shar-216 (M: Cynic)                                      | 0:22 |
| 11. | Architects of conciousness (T; Masvidal, M: Cynic)       | 6:20 |
| 12. | DA’z-a86.4 (M: Cynic)                                    | 0:33 |
| 13. | Aurora (T; Masvidal, M: Cynic)                           | 4:33 |
| 14. | DU-*61.714285 (M: Cynic)                                 | 0:30 |
| 15. | In a multiverse where atoms sing (T; Masvidal, M: Cynic) | 3:48 |
| 16. | A’jha108 (M: Cynic)                                      | 0:27 |
| 17. | Diamond light body (T; Masvidal, M: Cynic)               | 5:42 |
| 18. | Ec-ka72 (M: Cynic)                                       | 0:45 |